# Турон
Турон (исп. turrón) представлява сладко тесто, което се приготвя чрез термична обработка на мед (или захар), към него се добавят печени и белени бадеми. Може по избор да се добави и белтък, за да се превърне в емулсия. След това тестото се омесва и по традиция обикновено му се придава правоъгълна или кръгла форма. Основните производствени центрове в Испания са разположени в провинциите Аликанте, Валенсия и Лерида. Приготвянето на турон е концентрирано при производството на традиционни сладкиши в Хихона, Касинос и Аграмунт – Каталония, един от вариантите му е с бадеми (от там и популярното му наименование турон дуро – твърд) или турон от Хихона, който е със смелени бадеми и с консистенция на паста (от там и популярното наименование турон бландо –мек). И двата варианта са част от сладкишите, които се консумират на Коледа в Испания.
Историческа препратка
Бадемите и медът са били използвани в Ал-Андалус за производството на редица сладкиши. В настоящето голяма част от испанското сладкарство (предимно в южните райони) все още пази много от наследството му със сладкиши като турон или марципан. Арабите донесли този десерт до бреговете на Средиземно море, в частност до Испания и Италия. С течение на времето десертът се е използвал все повече в празненствата и традиционните чествания на Коледа. В провинцията Валенсия през 1881 с появата на пеладияс, peladillas (захаросани бадеми) в града Касинос – Валенсия, е започнало майсторското приготвяне на турон първоначално в разновидности с жълтък, крокан, мек и твърд с бадеми или под формата на марципан. В наши дни Испания е първияt в света производител на турон, марципан и коледни сладкиши. През 1992 са изнесени 1.400 тона турон от Хихона предимно към Латинска Америка. Също така навлиза и с голям успех на пазара в Далечния изток и Япония, включително и в страни утвърдили се в износа на сладкиши като Великобритания, Германия и Франция.
Особености и приготвяне
За да се направи турон дуро (твърд) медът се приготвя в специален съд с двойно дъно т.нар. малаксадора (malaxadora), разбива се, към него се добавят захарта и белтъкът. Прибавят се постепенно печените и обелени бадеми. Получената паста се размесва с големи дървени лъжици и ритмични движения докато специалистът по производството не пробва малка хапка и обяви тази фаза от приготвянето, наречена punto de melero (фаза на обработване на меда) за приключена. Получената смес се излива във форми и се покрива с oblea (вид тънка вафлена кора), разрязва се на блокчета, охлаждат се и след това се вакуумират, за да може да се запазят в добро състояние повече от една година. За да получим турон бландо (или мек, от Хихона) след смесването и разбиването се смила в продължение на половин час след това сместа отива в апарата за рафиниране, за да стане еднородна; прехвърля се в друг съд, където се смесва след задействането на "boixet” – дума за малък хаван във Валенсия, именно тук продуктът се превръща в турон от Хихона. Оставя се да престои два дни, за да се втвърди след което серазрязва и пакетира.
Разновидности на турона
Туронът може да се срещне на различни места по Средиземноморието. Някъде го наричат нуга,
което представлява сладка втвърдена смес, към която се добавят определено количество ядки. Съществуват много разновидности на турона сред които: турон с трюфели, с шоколад, кокос, шам-фъстък, със сметана и орехи и други. С
течение на времето са се появили нови вкусове, така че на пазара вече може да намерим турон с
вкус на кафе, с мус от ананас, от лимон, с вкус на каталонски крем (crema
catalana), с вкус на йогурт и други. В арабските страни и Израел съществува много подобен сладкиш на турона: халва или турон от сусам, приготвен от смлян сусам, мед, а понякога и плодове или шам-фъстък.